# Урбеч
Урбе́ч (кум. урбеч, дарг. гIялцIикI, авар. хьон, чIикIу́, лъелъ, урба́, лак. турт, лезг. кӏепI, чечен. воьт) — густая тягучая маслянистая масса, паста, получаемая из растёртых сырых или высушенных семян льна, конопли, подсолнуха, тыквы, абрикосовых косточек или орехов. В традиционной кухне народов Дагестана используется для приготовления одноимённого сладкого блюда (с мёдом и маслом), как питательное средство для поддержания сил, при лечении болезней.

## Приготовление
Жареные или просто высушенные семена льна, миндаля, арахиса или абрикосовые косточки (по отдельности либо в смеси) перетирают до выделения масла и получения густой жидкой массы. Как считается, растирать семена лучше всего каменными мельничными кругами, чтобы они не превратились просто в порошок, а выделили собственное масло.

## Применение

### Сладкое блюдо
Для приготовления сладкого блюда урбеч смешивают с мёдом и сливочным маслом, однако мёд иногда заменяют на сахар для удешевления. Пропорции урбеч/масло/мёд примерно равные, регулируются по вкусу. Полученное блюдо едят в жидком виде как сладкое к чаю или кофе, приправляют им каши, едят с блинами или просто с хлебом. Можно также остудить в холодильнике и есть, намазывая на хлеб. Ещё урбеч потребляют вместе с некоторыми фруктами (бананы, яблоки и др.). Урбеч часто обязателен к чуду́.

### Питательное и тонизирующее средство
Урбеч используется не только как лакомство, но и как питательное и тонизирующее средство. Хлеб с урбечем и чаем позволяет быстро восстановить силы и легко переносить высокие физические нагрузки в горных условиях.

### В составе напитков
В 2022 году на фестивале кофе в Махачкале авторским напитком для города был выбран кофе «Махачкалино», созданный бариста из Чечни Саидом Дамбаевым. В рецепт напитка, кроме кофе и сливок, входит урбеч, щербет на топлёном масле и горный мёд.

## Этимология
В местных дагестанских языках и наречиях существует множество различных вариантов названия продукта. Аварский — хьон, лъелъ, урба, чIикIу́, лакский — турт, лезгинский — кIепI, даргинский — гIялцIикI, чеченский- воьт и другие. В русском языке закрепилось одно название — урбеч, произошедшее, скорее всего, от кумыкского — гьюрбеч.
Слово урба ‘молотое льняное семя’, ‘урбеч’ на языках народов Дагестана, является тюркским заимствованием. Наиболее вероятным источником послужило тюркское слово ‘ячмень’, татарское арпа, чувашское урба, кумыкское арпа и др.; судя по форме слова в дагестанских языках, оно может являться булгаризмом. В тюркских языках имеется и близкое по звучанию, но этимологически, скорее всего, неродственное слово со значением ‘грубая мука’, ср. кумыкское урпа и пр.